# 横滨山手圣公会
横滨山手圣公会（よこはまやまてせいこうかい；Yokohama Yamate Seikokai；英语：Christ Church）是日本神奈川县横滨市中区的一座教堂，隶属于日本圣公会横滨教区（主教座堂设于神奈川区的圣安德烈座堂 (横滨)）。
横滨山手圣公会位于中区山手町235番地。俯瞰关內旧居留地。

## 历史
1859年横滨开埠后，外侨中的圣公会信徒聚集在英国领事官邸内礼拜。1863年10月18日，英文礼拜迁入山下町関内居留地新建的教堂。1866年11月26日的大火摧毁了大部分外国居留地，山手圣公会得以幸存。。1901年6月2日，英文礼拜迁入更大的第二座教堂，红砖砌筑，新址可以俯瞰外国居留地，由英国建筑师乔赛亚·康德设计。第二座教堂与城市的大部分，一同毁于1923年9月1日的关东大地震。目前的教堂则是由美国建筑师Jay Hill Morgan设计，建于1931年。1945年5月29日的横滨大空襲，使该堂部分受损。2005年1月4日 ，该堂发生火灾，灾后修复。
1990年3月12日，该堂列为横滨認定的历史建筑物。